# تزروت (امجاد)
تزروت هو دُوَّار يقع بجماعة أمجاو، إقليم الدريوش، جهة الشرق في المملكة المغربية. ينتمي الدوّار لمشيخة امجاد التي تضم 25 دوار. يقدر عدد سكانه بـ 56 نسمة حسب الإحصاء الرسمي للسكان والسكنى لسنة 2004.

## روابط خارجية
- البوابة الوطنية للجماعات الترابية نسخة محفوظة 12 مارس 2018 على موقع واي باك مشين.
- المندوبية السامية للتخطيط